# 92 Undina
92 Undina (in italiano 92 Ondina) è un grande asteroide della Fascia principale. La sua superficie è molto brillante ed è composto probabilmente da nichel e ferro allo stato puro.
Undina fu scoperto il 7 luglio 1867 da Christian Heinrich Friedrich Peters dall'osservatorio dell'Hamilton College di Clinton (New York, USA). Fu battezzato così in onore dell'eroina eponima di Ondina, una popolare fiaba scritta da Friedrich de la Motte Fouqué.